# 布魯亞庫
布魯亞庫（西班牙語：Burruyacú），是阿根廷的城鎮，位於該國北部圖庫曼省，是布魯亞庫縣的首府，海拔高度498米，該城鎮每年平均降雨量731毫米，2010年人口2,168。
26°30′S 64°45′W / 26.500°S 64.750°W